# Jean-Pierre Chambon (poète)
Pour les articles homonymes, voir Chambon.
Pour le linguiste, voir Jean-Pierre Chambon.
Jean-Pierre Chambon est un poète français, né le 3 juin 1953 à Grenoble où il a travaillé comme journaliste après des études de philosophie. Il publie depuis 1981, essentiellement de la poésie, mais aussi des récits. Ses poèmes ont été traduits en espagnol, portugais, italien, anglais, russe, polonais, hongrois, bulgare, arabe. Il collabore avec des peintres et des photographes pour des livres d’artistes ou des catalogues. 
Il a reçu le prix international de poésie francophone Yvan-Goll en 1996 pour le recueil Le Roi errant (Gallimard, 1995) et le prix Roger-Kowalski 2025, Grand prix de poésie de la ville de Lyon, pour son recueil Étant donné (Al Manar, 2024).
Depuis 1991, il co-dirige la revue de poésie Voix d’encre (éditions Voix d’encre)
En 2023, il conçoit pour les éditions Voix d’encre l’anthologie poétique Montagnes, chemins d’écritures, réunissant des textes de 52 poètes, et des œuvres de 10 artistes plasticiens.

## Publications

### Ouvrages
- Évocation de la maison grise, dessins de Holley Chirot, Saint-Laurent du Pont, Le Verbe et l'Empreinte, 1981
- Matières de coma, Rennes, éditions Ubacs, 1984
- Les Mots de l'autre (avec Charlie Raby), encres de Raphaële George, Bègles, Le Castor astral, 1986
- Le Corps est le vêtement de l’âme, photographies de Tristan Valès, Seyssel, Comp'Act, 1990, réédition 1998
- Le Territoire aveugle, Paris, Gallimard, 1990.
- L'Esprit de la lettre. Calligraphies d'ici et d'ailleurs (avec Alain Blanc), Montélimar, Voix d'encre, 1994
- Le Roi errant, Paris, Gallimard, 1995 (Prix international de poésie francophone Yvan-Goll)
- Rimbaud, la tentation du soleil, dessins de Michel Crespin, Saussines, Cadex, 1997
- Carnet du jardin de la Madeleine, photographies de Hamid Debarrah, Saussines, Cadex, 2000
- Assombrissement, dessins de Béatrice Englert, Coaraze, L’Amourier Éditions, 2001
- Goutte d’eau, Saussines, Cadex, 2001
- Corps antérieur, dessins de Marc Negri, Saussines, Cadex, 2003
- Méditation sur un squelette d’ange (avec Michaël Glück), Coaraze, L’Amourier Éditions, 2004
- Sur un poème d’André du Bouchet, encres de Jean-Gilles Badaire, Montfrin, Éditions Jacques Brémond, 2004
- Labyrinthe, encres de Serge Lunal, Sainte-Anastasie, Cadex, 2007
- Nuée de corbeaux dans la bibliothèque, frontispice de Béatrice Englert, Coaraze, L’Amourier Éditions, 2007
- Le Petit Livre amer, gouaches de Nadia Dib, Montélimar, Voix d’encre, 2008
- Trois Rois, Corbières, éditions Harpo &, 2009
- Tout venant, Genève, éditions Héros-Limite, 2014
- Des lecteurs, Corbières, Harpo &, 2016
- Matières de coma, postface de  Bernard Noël, Montpellier, Faï fioc, 2016
- Zélia, empreinte de Marc Pessin, Paris, Al Manar, 2016
- L’Écorce terrestre, frontispice de Jean-Frédéric Coviaux, Bègles, Le Castor Astral, 2018
- Un écart de conscience, photographies de Christiane Sintès, Saint-Étienne, Le Réalgar, 2019
- Une motte de terre (avec Michaël Glück), Montpellier, éditions Méridianes, collection « Duo », 2020
- Musique de chambre – pour Leonard Cohen. Charpey, Atelier du Hanneton, 2020
- La Montagne lumineuse, peintures de Mad, Espenel, éditions Voix d’encre, 2022
- Je ne vois pas l’oiseau, encres de Carmelo Zagari, Paris, Al Manar, 2022
- Étant donné. Aquarelles de Philippe Cognée, Paris, Al Manar, 2024 (prix Roger-Kowalski, Grand prix de poésie de la ville de Lyon 2025).
- Le Visage inconnu. Peintures de Béatrice Englert, Strasbourg, éditions Les Lieux-Dits, 2025
- La Remontée des eaux, Fourmagnac, L’Étoile des limites, 2025

### Livres d’artiste et petites éditions
- Ph(r)ases. Encres de Marc Pessin. Éditions le Verbe et l'Empreinte, 1983.
- Coquille vide. Photographie de Jacqueline Salmon. Éditions le Verbe et l'Empreinte, 1985.
- Fragments d’épreuves. Encre d’Olivier Ferrieux. Éditions le Verbe et l'Empreinte, 1992.
- La Maison du poète. Ardoise et gouaches de Guerryam. Chez l'artiste, 1992.
- Un chant lapidaire. Photographies de Jacques Milan. Voix d’encre, 1995.
- Le Chèvrefeuille. Peinture d’Anne Slacik. Livre peint, 1996.
- Litanie. Encres de Chan Ky-Yut. Lyric Éditions, 1998.
- Tercets pour Trinh. Pré # carré éditeur, 1999.
- Lecture des talismans. Empreintes de Marc Pessin. Éditions le Verbe et l'Empreinte, 2006.
- L’Éclaireur. Dessins de Thémis S-V. Atelier des Grames, 2006.
- Marché flottant. Dessins de Thémis S-V. Atelier des Grames, 2007.
- Œil de méduse. Peintures de Maurice Jayet. L’Entretoise, 2008.
- L’Enchanteur vacillant. Dessins de Thémis S-V. Atelier des Grames, 2010.
- Fleuve sans bords. Dessins de Marc Negri. La Petite Fabrique, 2010.
- Invocations aux corbeaux. Peinture de Fabrice Rebeyrolle. Mains-Soleil, 2011.
- Autoportrait à l'eau douce. Photographie de Thémis S-V. Atelier des Grames, 2013.
- Gros Corbeau. Image de Marc Pessin. Éditions le Verbe et l'Empreinte, 2014.
- Voyez brûler le visage obscur. Peinture de Fabrice Rebeyrolle. Mains-Soleil, 2016.
- Sensation. Peinture de Fabrice Rebeyrolle. Mains-Soleil, 2016.
- Il y a des merles partout. Compositions de Danielle Berthet. Série Apostilles, 2016.
- Sous la langue des pierres. Compositions de Danielle Berthet. Série Apostilles, 2016.
- Naissance, vie, mort et résurrection des poupées. Gravures, coutures et poupée de Mariette. La Maison de Mariette, 2017.
- Propos volatils sur un verre d’eau. Dessins de Marc Pessin. Éditions le Verbe et l'Empreinte, 2017.
- Soliloque du jardin sec. Estampes et gaufrages d'Anne-Laure H-Blanc. La Petite Fabrique, 2017.
- Noir de mouches. Dessins de Philippe Chambon. L'Auberge des vents, 2018.
- Sept rayons de soleil. Estampes de Blandine Leclerc, chez l'artiste, 2019.
- Donjon & Dragon. Dessins de Jean-Frédéric Coviaux. Éditions Litan, 2019.
- La Peau profonde. Frontispice de Jean-Gilles Badaire. Éditions Jacques Brémond, 2019.
- Le même Trièves, toujours. Le Printemps des Poètes & Le Bureau des Paysages, 2020.
- Pierres mêlées de ciel. Peintures de Robert Lobet. Éditions de la Margeride, 2020.
- Avant la lettre. Sur des encres d'Henri Michaux. Voix d'encre, 2020.
- Entêtement. Encres de Béatrice Englert. Éditions Collodion, 2020.
- Choses légères. Encre de Kate Van Houten. Les Lieux Dits, collection Bande d'artistes, 2021.
- La Roselière. Gravures de Marie Alloy. Éditions Le silence qui roule, 2021.
- Le Livre brûlé. Papiers brûlés de François Calvat, réalisation Jean-Luc Agne, 2021.
- D’un alphabet de brindilles. Gravures d’Anne-Laure H-Blanc. La Petite Fabrique, 2022.
- Persistance de l’éclair. Gravures de Marie Alloy. Le Silence qui roule, 2023.

## Pour approfondir